# Красимир Кюркчийски
Красимир Цветанов Кюркчийски е изтъкнат български композитор и диригент.

## Биография
Роден е на 22 юни 1936 г. в Троян. Възпитаник е на Българската държавна консерватория, където завършва композиция при професор Панчо Владигеров. По-късно специализира в Московската консерватория при Дмитрий Шостакович.
Известно време работи като диригент на оркестъра на ДАНПТ „Филип Кутев“, а след това е диригент на хора при ансамбъла за народни песни на Българското радио, известен по-късно като „Мистерията на българските гласове“. Неговите обработки „Калиманку, Денку“, „Пиленце пее“, „Изповед“, „Заблеяло ми агънце“, „Месечинко, льо“ са включени в поредицата на Марсел Селие „Мистерията на българските гласове“, получила наградата „Грами“.
Красимир Кюркчийски е сред най-често изпълняваните български композитори в чужбина. Удостоен е с много правителствени отличия, грамоти и награди. През 1966 г. получава голямата награда от конкурса за композиция „Парижки музикални седмици“.
Дълго време Красимир Кюркчийски живее и работи в село Боженци.
Умира на 15 декември 2011 г.

## Признание и награди
Носител е на Голямата награда на конкурса за композиция „Парижки музикални седмици“ (1966). Димитровска награда (1980).

## Творчество
Симфонична музика
- „Симфония-реквием“ (1966);
- „Диафонична студия“ (1971);
- Концерт за оркестър (1976);
- Симфония № 2 (2004);
- Вариации по тема на Хендел (1984);
- „Един шоп в Испания“ (1999);
- Рапсодия (2001);
- Балета „Козият рог“ (1978);
- „Балада за автопортрета“ (1968)
- Концерт за пиано и оркестър „В памет на Панчо Владигеров“;
- Симфония-концертанте за виолончело и оркестър;
- Концерт за цигулка и оркестър;
- Концерт за пиано и оркестър № 2 „На Милена Моллова“ (2011);
- „Приказка за стълбата“;
- Балада за Паисий.

Камерна музика
- Струнен квартет (1959);
- Соната за цигулка и пиано (1969);
- Соната за виолончело и пиано по тема на Хиндемит.

Филмова музика
- „Свобода или смърт“ (1969)
- „Признание“ (1969)
- „Последно лято“ (1974)
- „Дърво без корен“ (1974)
- „Апостолите“ (1976)
- „Записки по българските въстания“ (1976 – 1981)

Вокална музика
- обработки на народни песни;
- оперите „Юла“ (1969) и „A votre sante“ (Наследството) (1987);
- цикъл хорови песни „Сън за щастие“ за смесен хор.